# 야촌 (후쿠이현)
야촌(八村)은 후쿠이현 미카타군에 있던 촌이다. 현재의 미카타카미나카군 와카사정 북동부에 해당한다.

## 역사
- 1889년 4월 1일 - 정촌제 시행에 의해 10개 촌의 구역을 가지고 야촌이 성립하였다.
- 1953년 4월 1일 - 니시타촌과 합병해 미카타정이 성립하여, 동일 야촌은 폐지되었다.

## 교통

### 철도
- 일본국유철도
  - 오바마선

### 도로
- 국도 제27호선
- 국도 제162호선

## 참고문헌
- 角川日本地名大辞典 18 福井県